# Gobernanza ambiental
La gobernanza ambiental es el gobierno y administración del medio ambiente y los recursos naturales desde su consideración como un bien público mundial, de la categoría específica de los que se dividen al compartirse. El carácter mundial de estos bienes deriva de la presencia de cada uno de los elementos que los componen en un sistema integrado. Así, todo el mundo se beneficia de la atmósfera, el clima y la biodiversidad entre otros, y al mismo tiempo todo el planeta sufre los efectos dramáticos del calentamiento mundial, de la reducción de la capa de ozono o de la pérdida de biodiversidad. Esta dimensión planetaria apela a una gestión compartida.

## Definición
La gobernanza ambiental es "el conjunto de reglas, prácticas y entidades institucionales que enmarcan la gestión del ambiente en sus distintas modalidades (conservación, protección, explotación de recursos naturales, etc.)". Otra definición la describe como "el conjunto de procesos e instituciones, tanto formales como informales y que incluye normas y valores, comportamientos y modalidades organizativas, a través de las cuales los ciudadanos, las organizaciones y movimientos sociales y los diversos grupos de interés, articulan sus intereses, medían sus diferencias y ejercen sus derechos y obligaciones en relación al acceso y usos de los recursos naturales"
A escala mundial, la gobernanza ambiental mundial es "la suma de organizaciones, herramientas políticas, mecanismos financieros, leyes procedimientos y normas que regulan los procesos de protección ambiental mundial"

## Problemática

### Factores causantes de la degradación ambiental
Crecimiento económico - El discurso desarrollista dominante en la mayoría de países e instituciones internacionales defiende la postura de la huida hacia adelante según la cual el desarrollo de mejores tecnologías y economías de escala más eficientes ayudan a proteger el ambiente de la degradación, que el propio desarrollo provoca. Los economistas ambientalistas recuerdan sin embargo la fuerte correlación entre crecimiento económico y degradación ambiental, y defienden un tipo de desarrollo cualitativo como alternativa al crecimiento. Algunas voces, sobre todo en el marco del movimiento altermundialista, hablan también de pasar a un estadio de decrecimiento sin perder la eficiencia social ni la calidad de vida.
Consumo - El aumento acelerado del consumo y del "culto al consumo" o ideología consumista, es en buena parte causa del crecimiento económico. El desarrollismo pensado como única alternativa a la pobreza, se ha convertido en un fin en sí mismo y los medios para frenarlo no están a la altura de los desafíos, que no conciernen solamente el aumento de las clases medias en los países emergentes sino también el desarrollo de modos de vida irresponsables (por ejemplo, mayor número y mayor tamaño de las residencias y los vehículos por persona) especialmente en los países del Norte.
Destrucción de la biodiversidad - La complejidad de los ecosistemas hace que la pérdida de cualquier especie produzca efectos inesperados. Así, mientras mayor es el impacto sobre la biodiversidad mayor es la posibilidad de una reacción en cadena de efectos negativos imprevisibles. A pesar de todo algunos ecosistemas han mostrado una enorme capacidad de resiliencia. En consecuencia los ambientalistas defienden el principio de precaución, según el cual todas las actividades potencialmente perjudiciales deben someterse a un análisis sobre su impacto ambiental.
Población - Las previsiones medias hablan de 8,9 mil millones de habitantes a escala mundial en 2050, lo que implica un aumento del 41 %. Se trata de un tema que afecta en primer lugar a los países menos desarrollados, pero también a los países del Norte, pues aunque su aumento demográfico es menor, el impacto ambiental por persona es mucho más elevado en estos países. Como alternativa al crecimiento demográfico, hace falta desarrollar la educación, la planificación familiar y mejorar en general el estatuto de la mujer.

### Crisis y desafíos de la gobernanza ambiental
La crisis es por lo tanto causada por el carácter acelerado y probablemente irrevocable del impacto de las relaciones humanas sobre la naturaleza, requiere respuestas colectivas por parte de las instituciones internacionales, los gobiernos y de la ciudadanía. Así, la gobernanza, entendida como la gestión multiactores de políticas sociales o ambientales, pretende responder a esta crisis mediante la puesta en común de la experiencia y el conocimiento de cada uno de los agentes sociales e institucionales implicados.
La magnitud y gravedad creciente de los problemas ambientales en relación con el cambio climático, la pérdida de diversidad biológica y la degradación de los servicios de los ecosistemas amenaza con sofocar toda posible respuesta por parte de los diferentes actores, y ya están limitando las perspectivas de desarrollo económico en muchos países y regiones. Las medidas de salvaguarda ambiental son todavía enormemente insuficientes si se cotejan con las alarmas lanzadas por la comunidad científica. Estas reformas constituyen un proceso lento que consume tiempo, energía, dinero, y sobre todo muchas negociaciones diplomáticas. Así, la grave crisis ambiental no ha sido capaz de generar respuestas en bloque por parte de todos los países. Existen aún divisiones, que ralentizan la posibilidad de una gobernanza ambiental mundial bien organizada.
Lo que está en juego es el saber si es necesario o no, encontrar una alternativa al sistema de producción actual para salir de la crisis ambiental. ¿Lleva el sistema actual en sí mismo soluciones para su salvaguarda? La biotecnología, el desarrollo sostenible ¿pueden considerarse soluciones? La arquitectura de los regímenes internacionales de conservación del ambiente refleja este debate. Río de Janeiro, La Haya, Nairobi, Estocolmo, Montreal, Kioto, Johannesburgo, Cartagena, Bali... han visto pasar todos los actores internacionales del ambiente así que todos los Estados afectados y concernidos de una forma u otra por la crisis ambiental. Estas conferencias y acuerdos así como los regímenes que resultan, reflejan las relaciones de poder en el seno de una multitud de intereses y visiones contradictorias.
Por otro lado la naturaleza ignora las barreras sociales y políticas y algunos factores ambientales de cambio como la contaminación y el cambio climático no conocen fronteras, ni estatales ni temáticas. Así, la dimensión global de la crisis anula los efectos de cualquier medida adoptada unilateralmente por un gobierno estatal o por una institución sectorial, independientemente de su mayor o menor poder. Por ello, se impone por un lado la necesidad de inventar y aplicar mecanismos permanentes de cooperación intersectorial desde una visión holística de la sostenibilidad, entre actores e instituciones dedicados al ambiente, y entre éstos y otros dedicados al comercio internacional, al desarrollo sostenible, a la paz, etc.
Respecto a las escalas de gestión, más allá del Estado-nación, las escalas continental y mundial de un lado, y local del otro, se convierten en polos fundamentales de desarrollo de la gobernanza ambiental, si bien crece la preocupación de cómo hacer que las escalas intermedias (regional, nacional) sean correas de transmisión efectivas entre las iniciativas locales y las decisiones globales.
Se pueden señalar diferentes obstáculos y desafíos en la gobernanza ambiental, entre ellos:
- "No se ha podido frenar ni invertir la tendencia al deterioro de los recursos naturales. Así, a escala continental y mundial, "numerosos acuerdos multilaterales han sido firmados y ratificados durante los últimos 30 años, pero su implementación representa un problema serio a escala nacional, regional e internacional, mientras el ambiente continua su proceso de degradación."[6]
- Diferentes fuentes, algunas internas al PNUMA, señalan la falta de voluntad política como el elemento raíz de la crisis de la gobernanza. Al obstinarse en mantener una falta de voluntad para resolver los problemas ambientales y desarrollar una política para el uso sostenible de los recursos de la tierra, el régimen ambiental genera consecuencias como la falta de financiación, el desequilibrio y falta de entendimiento con la economía, la aplicación limitada de los AMUMA, etc.
- Los recursos financieros son limitados y las inversiones directas para el ambiente, insuficientes. Concretamente, pese a que el PNUMA, en su condición de pilar del sistema de las Naciones Unidas en cuestiones del ambiente, ha logrado importantes resultados en el desempeño de su mandato, la falta de financiación suficiente y estable ha obstaculizado sus posibilidades de hacer frente a las nuevas amenazas.
- Los métodos descoordinados a nivel mundial, regional y nacional, así como la duplicación y fragmentación de los mandatos han agravado esta situación. La gobernanza ambiental actual se caracteriza por la poca integración de las políticas sectoriales, unas capacidades institucionales inadecuadas, unas prioridades mal establecidas, unos objetivos operativos poco claros, en definitiva una mala gobernanza.
- Esta falta de coordinación no se limita al sistema de las Naciones Unidas, sino que también ocurre en los gobiernos, el sector privado y la sociedad civil. La cooperación a escala regional e internacional se hace difícil pues parte sólo de la iniciativa puntual de los actores y sin una visión o una reglamentación comunes.
- Cada vez se reconoce más que las cuestiones del ambiente están interrelacionadas no sólo con el desarrollo y con el crecimiento económico sostenible, sino también con el comercio, la agricultura, la salud, la paz y la seguridad. A pesar de ello tampoco existe una cooperación permanente con los actores responsables de estos temas.
- Concretamente, se da un desequilibrio entre la gobernanza ambiental internacional y otros regímenes internacionales de comercio y finanzas. Así la falta de voluntad política ha impedido conducir e integrar el tema del ambiente en el espacio mayor de la macroeconomía, y especialmente en la Organización Mundial del Comercio (OMC), mientras que las fuerzas del mercado continúan produciendo errores y distorsiones que aceleran la degradación del ambiente y dificultan la aplicación de las decisiones en materia ambiental.
- En cuanto al Fondo para el Ambiente Mundial (FMAM), las funciones de los organismos de ejecución requerían más atención, al igual que hace falta una regulación más precisa y una ejecución la relación entre el PNUMA, el PNUD y el Banco Mundial, por una parte, y los acuerdos ambientales multilaterales, por la otra.
- El cumplimiento de las obligaciones contraídas en virtud de los acuerdos ambientales multilaterales a nivel nacional suele verse obstaculizado por la falta de capacidad. Muchos gobiernos se consideran recargados por la proliferación de requisitos de presentación de informes, la fuga de expertos técnicos y la multiplicidad de reuniones internacionales. El resultado es, como se ha señalado anteriormente, una aplicación pobre de los acuerdos ambientales multilaterales (AMUMA).
- No se da una incorporación de las cuestiones de género en el tratamiento del deterioro del ambiente, al igual que no se tienen en cuenta los intereses en materia de equidad.
- No se da un impacto en la opinión pública de la organización y las decisiones en torno a la gobernanza ambiental, a pesar de que algunos de los temas de la crisis ambiental tengan suficiente popularidad.[7][8][9]

"La gobernanza ambiental internacional, fragmentada e ineficiente, es motivo de diversos debates, que impiden llegar a un consenso respecto del análisis de las limitaciones del sistema así como respecto de la mejor solución. Según Martimort-Asso y Tubiana existe un conflicto entre dos visiones: la crítica al multilateralismo en nombre de la eficiencia y la protección de los intereses nacionales; y la promoción del derecho internacional y del concepto de bienes públicos globales". Para otros, en cambio, la fragmentación aparente es causada por la naturaleza compleja de los problemas ambientales. Los gestores ambientales deben lidiar, sin intervenir específicamente, con la "incerteza científica" así como con las incompatibilidades entre las ramificaciones éticas y políticas del principio de precaución.
A escala local, la agenda 21 local se ha desarrollado en más de 7000 municipios y han sido un producto y a la vez un catalizador del aumento importante de la conciencia ecológica de la población en los últimos años, aunque su resultado no haya sido hasta ahora suficientemente importante como para frenar o reducir el impacto de la acción humana sobre el ambiente. Por otro lado cabe señalar que los problemas ambientales, incluso aquellos a escala mundial, no necesitan siempre soluciones a escala mundial. Así, la contaminación marina se puede tratar mejor a escala regional y la degradación de los ecosistemas a escala llocal. Incluso algunos problemas mundiales como el cambio climático pueden beneficiar de acciones aplicadas a escala local y regional.
Respecto a la evolución del proceso de la gobernanza en sí mismo, se puede decir a pesar de todo que "la sostenibilidad y la protección ambiental son un terreno en el que se están llevando a cabo experimentos innovadores con nuevas formas híbridas y multilaterales de gobernanza, mientras tiene lugar también la implicación de una sociedad civil transnacional que permite difuminar el contraste entre público y privado."
Así, en los procesos de toma de decisiones desde las bases, se puede hablar de "gobernanza ambiental participativa" o "descentralizada", es decir modelos que trabajan a nivel local en esquemas multipartitos de toma de decisiones, concertados entre, por ejemplo, sociedad civil, instituciones públicas, ciudadanía y actores privados. La gobernanza ambiental descentralizada deviene "un nuevo marco institucional en el que los procesos de toma de decisiones sobre el acceso y uso de los recursos naturales tienden a quedar en instancias locales". Pulgar Vidal señala cuatro elementos que permiten el desarrollo de estos procesos:
- Reglas, procedimientos y procesos formales e informales, tales como consultas, democracia participativa, etc.
- Interacción social entre los grupos participantes, que puede nacer de factores externos como la participación en programas de desarrollo propuestos desde instituciones públicas, o como la reacción a determinadas situaciones injustas.
- Regular o corregir determinadas conductas sociales para transformar lo particular en un asunto público y poder negociar colectivamente la evolución hacia arreglos sostenibles y aceptables.
- Horizontalidad a nivel de la estructura del grupo social, del modo de toma de decisiones, y de mecanismos de relación con actores externos.

También según la misma fuente, las condiciones para poder desarrollar estos procesos son:
- Disponer de un capital social, que incluye: revalorización del conocimiento local sobre las pontecialidades de los recursos naturales; liderazgos locales legítimos; visión común basada en arreglos alcanzados desde espacios de diálogo y negociación; educación y capacitación;
- Participación y acceso a la información: Asegurar el acceso democrático a la información y garantizar procesos de toma de decisiones basados en información adecuada y legítima.
- Presencia del estado: puede ser a escala local como generador, promotor, dinamizador o receptor de procesos de gobernanza ambiental descentralizada; como facilitador de acceso a los recursos naturales; o como formulador de políticas públicas.
- Arquitectura institucional: necesidad de construcción de mecanismos no formales que participen en una nueva arquitectura institucional que favorezca el proceso y cree espacios para la interacción social y la gestación de arreglos aceptables para las partes.[15]

La legitimidad de las decisiones tomadas depende no sólo de la mayor o menor participación de la población concernida a nivel de las bases sino de la representatividad de los actores que participan en los mecanismos de concertación. Pero el problema de la representatividad afecta tanto el nivel local, como las escalas intermedias, sobre todo los Estados. Así, a nivel local, la participación de todos los actores (por ejemplo ONG, comunidad, gobiernos locales y el ministerio de Ambiente del país concernido) facilita que un proceso de gobernanza ambiental sea exitoso, mientras que la exclusión de algunos de ellos lo dificulta.
A escala estatal, en los estados del Norte y en todos aquellos que tratan de promover una gobernanza con múltiples actores, el campo de la gestión ambiental es propicio a la creación de mesas de concertación y comités colegiados. La gestión ambiental deviene uno de los campos si no el campo en el que más se está innovando a nivel de gobernanza. Es el caso reciente en Francia (el proceso llamado de Grenelle de l'environnement) en el que:
- se integran diferentes actores (por ejemplo: Estado, responsables políticos, sindicatos, empresa, asociaciones y fundaciones de protección del ambiente)
- se organiza su interacción con los poderes existentes (legislativo y ejecutivo) en tanto que instancias consultivas pero indispensables.
- los actores del proceso constituidos, se esfuerzan por integrarse en instancias dedicadas a otros temas, especialmente en el Consejo Económico y Social, y también constituyéndose en grupo de presión ambiental en las cámaras de comercio, de agricultura, de artes y oficios, etc. que a su vez participan como actores en el proceso de formación de un modelo de gobernanza ambiental.
- intentan articular su acción con el desarrollo de la gestión ambiental a escala regional y local.

A pesar de todo ello el problema de la representatividad continúa siendo fundamental, y una elección interesada y no transparente, equitativa o representativa de los actores participantes en un proceso de concertación, por parte de un gobierno o institución convocante, puede producir efectos no deseados respecto a la legitimidad del proceso. Lo mismo acontece en el caso de los temas ambientales si no tienen repercusión en la agenda económica mediante una representación adecuada en las instituciones encargadas de lo económico
En los países del Sur, a menudo el obstáculo mayor para la integración de las escalas intermedias en el proceso de articulación territorial de la gobernanza ambiental es la inercia desarrollista como conducta política dominante de los Estados. Lo ambiental no se ha integrado de manera realmente efectiva a los planes y agendas nacionales de desarrollo. Por el contrario, ha hecho carrera la idea de que la conservación del ambiente restringe el desarrollo económico y social. Esto promovido por una compulsión exportadora de materias primas extraídas mediante métodos que degradan la base natural, agotan los recursos y no generan valor agregado.". Frente a ello, las estrategias de empoderamiento de la ciudadanía promovidas por ciertos actores de la sociedad civil (ver nota anterior) y a veces por los propios estados, pueden ayudar tanto en el alivio de la pobreza como en el despegue económico, mediante el desarrollo sustentable.

## Algunos temas de la gobernanza ambiental

### Deuda ecológica y justicia ambiental
Los pueblos de todo el mundo ven limitados sus derechos fundamentales debido a la devastación ambiental. Con este punto de vista, el derecho a un entorno limpio y seguro es un derecho fundamental del hombre que no puede denegarse por motivos de raza, clase, etnia o posición en el sistema económico global. La degradación ambiental y la explotación de los recursos del planeta por parte de los países industrializados es por tanto ilegítima y constituye una vulneración de los derechos humanos, ya que socava las posibilidades de vida y de calidad de vida de otros pueblos.
El norte sigue dependiendo en gran medida de los países del sur para mantener su estilo de vida. Si no pueden utilizar la tierra para que pasten sus cerdos y vacas, no pueden continuar comiendo como hasta ahora. Lo mismo ocurre con muchas de sus frutas y verduras. Sin embargo, no se trata tan solo de la distribución desigual de la tierra cultivable del mundo, sino de las consecuencias que el monocultivo (agricultura de exportación) suele tener en cuanto a daños ecológicos.
Lo mismo ocurre con su suministro de energía; el gas, el petróleo o incluso el uranio para la energía nuclear que obtienen del sur. El problema no es que estos países dependan del sur. Si pagan precios justos y dejan decidir a los países del sur sobre lo que quieren vender en función de sus propias necesidades, el intercambio puede ser positivo. No hay nada malo en la dependencia mutua. Lo que ocurre es que los países del sur no fijan el precio y no controlan las condiciones ambientales y sociales de la explotación. Es aún peor: el hemisferio norte es el que sigue dominando la economía mundial (y las condiciones de los aranceles). Esto significa que la época colonial aún no ha terminado y que esta página negra de la historia todavía no se ha pasado.

### Degradación del suelo
La degradación del suelo o de las tierras es un proceso inducido antrópico, que afecta negativamente la capacidad de una tierra para funcionar efectivamente dentro de un ecosistema para aceptar, almacenar y reciclar agua, energía y nutrientes. Ésta ocurre cuando el suelo pierde importantes propiedades como producto de una inadecuada utilización de maquinarias y herramientas agrícolas.
La degradación siempre tiene como efecto principal y más visible, la disminución de la producción de biomasa vegetal. Además dificulta la integración de la materia orgánica depositada sobre el suelo por la agresión que se produce en la fauna y en la microflora.
El principal efecto de la degradación es que dificulta el enraizamiento de las plantas y la disponibilidad de los elementos nutritivos, a la par que hace decrecer la cantidad de agua retenida por el suelo. En estas condiciones, la eficacia de los abonados es menor lo que requiere el empleo de cantidades crecientes para la consecución de producciones semejantes. El encarecimiento de la explotación hace que en numerosas ocasiones sean abandonados incrementándose el riesgo de desertización de las zonas afectadas.
La degradación de las tierras causa pérdidas de la productividad agraria en muchas partes del mundo. Las causas de la degradación son principalmente antropogénicas y vinculadas a la agricultura. Incluyen: deforestación, consumo de los nutrientes del suelo por agricultura, urbanización, irrigación, contaminación. Por otro lado, es importante destacar que la desertificación es una degradación de tierras que ocurre en áreas áridas, semiáridas y subhúmedas del mundo. Estas áreas de secano susceptibles cubren el 40 % de la superficie terrestre, poniendo en riesgo a más de 1000 millones de habitantes que dependen de esas tierras para sobrevivir.
El Cuaderno de Propuestas de Alianza 21 "Salvar nuestros suelos para sustentar nuestras sociedades" establece 11 propuestas alternativas que conciernen los campos siguientes:
- La rehabilitación del suelo en la educación convencional y en la educación popular
- La protección legal de los suelos mediante leyes basadas en procesos participativos que incluyen representantes, autoridades, usuarios, científicos y sociedad civil
- El establecimiento de leyes limitativas entre las cuales un acuerdo internacional sobre la gestión sustentable de los suelos y la gestión de la tierra
- La puesta en marcha de mecanismos de asistencia que faciliten las transformaciones de las diferentes actividades relacionadas con el suelo, en miras a respetar su conservación.
- La movilización y organización del conocimiento respecto a la conservación y mejora de los suelos.
- La creación de fondos de solidaridad a escala nacional e internacional para la conservación, restauración, mejora y construcción de los suelos.

### Gestión del cambio climático
La hipótesis antropogénica predice que el calentamiento global continuará si lo hacen las emisiones de gases de efecto invernadero (GEI)[cita requerida]. El Panel Intergubernamental del Cambio Climático (IPCC) indica que "[...]La mayoría de los aumentos observados en las Tº medias del globo desde la mitad del siglo XX son muy probablemente debidos al aumento observado en las concentraciones de GEI antropogénicas.".
Debido a los efectos potenciales en la salud humana y en la economía, y debido a su impacto en el ambiente, el calentamiento global es motivo de gran preocupación. Se han observado ciertos procesos y se los ha relacionado con el calentamiento global. La disminución de la capa de nieve, la elevación del nivel de los mares y los cambios meteorológicos son consecuencias del calentamiento global que pueden influir en las actividades humanas y en los ecosistemas.
Para hacer frente al cambio climático, se firmó el Protocolo de Kioto, acuerdo que promueve una reducción de emisiones contaminantes (principalmente CO2). Pero el protocolo ha sido tachado en ciertas ocasiones de injusto, ya que el incremento de las emisiones tradicionalmente está asociado al desarrollo económico, con lo que las naciones a las que más afectaría el cumplimiento de este protocolo podrían ser aquellas zonas menos desarrolladas. El protocolo puso en marcha principios legales de solidaridad entre Estados como el principio de reparto de la carga. En diciembre de 2007, en Bali, Indonesia, se llevó a cabo la tercera reunión de seguimiento, así como la 13.ª cumbre del clima (CdP 13 o COP13), con el foco puesto en las cuestiones relacionadas con la intensificación de medidas después de 2012. Se llegó a un acuerdo sobre un proceso de dos años, u “hoja de ruta de Bali”, que tiene como objetivo establecer un régimen post 2012 en la XV Conferencia sobre Cambio Climático, (también "15ª cumbre del clima", CdP 15 o COP15) de diciembre de 2009, en Copenhague, Dinamarca.
A pesar de todo esto, dos décadas después del informe Burndtland, no ha habido mejora en ninguno de los indicadores clave señalados en aquel documento. Las emisiones de CO2 han aumentado un 35% desde el año 2000, fecha de la firma del acuerdo de Kioto.
Una de las alternativas integrales más importantes para tratar de reducir los efectos del cambio climático a medio y largo plazo es el establecimiento de políticas efectivas de descarbonización de las economías, lo que quiere decir una substitución en masa del uso de energías emisoras de CO2 por energías renovables no contaminantes o también llamadas "energías limpias" (hidráulicas, biomasa, solar, eólica, geotérmica, mareomotriz. Las fuentes de energía renovables son distintas a las de combustibles fósiles o centrales nucleares debido a su diversidad y abundancia. Se considera que el sol abastecerá estas fuentes de energía (radiación solar, viento, lluvia, etc.) durante los próximos cuatro mil millones de años. La primera ventaja de una cierta cantidad de fuentes de energía renovables es que no producen gases de efecto invernadero ni otras emisiones, contrariamente a lo que ocurre con los combustibles, sean fósiles o renovables. Algunas fuentes renovables no emiten dióxido de carbono adicional, salvo los necesarios para su construcción y funcionamiento, y no presentan ningún riesgo suplementario, tales como el riesgo nuclear.

### Gestión de la biodiversidad
Durante el siglo XX se ha venido observando la destrucción cada vez más acelerada de la biodiversidad. Las estimaciones sobre las proporciones de la extinción son variadas, entre muy pocas y hasta 200 especies extinguidas por día, pero todos los científicos reconocen que la proporción de pérdida de especies es mayor que en cualquier época de la historia humana. En el reino vegetal se estima que se encuentran amenazadas aproximadamente un 12,5 % de las especies conocidas. Todos están de acuerdo en que las pérdidas se deben a la actividad humana, incluyendo la destrucción directa de plantas y su hábitat. Existe también una creciente preocupación por la introducción humana de especies exóticas en hábitats determinados, alterando la cadena trófica.
Para hacer frente a la pérdida de biodiversidad causada por las actividades humanas, se firmó en Río en 1992 la Convención sobre la diversidad biológica (CBD). Los objetivos del CBD son "la conservación de la biodiversidad, el uso sostenible de sus componentes y la participación justa y equitativa de los beneficios resultantes de la utilización de los recursos genéticos". El Convenio es el primer acuerdo global cabal para abordar todos los aspectos de la diversidad biológica: recursos genéticos, especies y ecosistemas. Reconoce, por primera vez que la conservación de la diversidad biológica es "una preocupación común de la humanidad" y una parte integral del proceso de desarrollo. Para alcanzar sus objetivos, el Convenio - de conformidad con el espíritu de la Declaración de Río sobre Ambiente y Desarrollo - promueve constantemente la asociación entre países. Sus disposiciones sobre la cooperación científica y tecnológica, acceso a los recursos genéticos y la transferencia de tecnologías ambientalmente sanas, son la base de esta asociación.

### Gestión del agua
El World Water Development Report (informe mundial del desarrollo del agua) de la Unesco (2003) indica que en los próximos 20 años, la cantidad de agua disponible para todos decrecerá en un 30%. El 40% de los habitantes del mundo actualmente no tiene la cantidad mínima necesaria para el mínimo aseo. Más de 2,2 millones de personas murieron en el año 2000 por enfermedades relacionadas con el consumo de agua contaminada o por ahogamiento. En 2004 el programa de caridad enfocado al agua WaterAid del Reino Unido informó que un niño muere cada 15 segundos debido a las enfermedades relacionadas con el agua que podrían fácilmente evitarse.
Según el Cuaderno de propuestas relativas a la cuestión del agua de 2001, de Alianza 21, " El agua es un derecho inabrogable para cada ser humano. A todos los niveles el suministro de agua es necesario e independiente. Un enfoque integral a las áreas de captación debe tener en cuenta las necesidades de irrigación y la de las ciudades, juntamente y no separadamente como a menudo es el caso. Debe buscarse el equipo para avanzar hacia un ahorro del agua y aumentar su eficacia en los sistemas de irrigación y los procesos industriales. La responsabilidad financiera del agua debe ser asumida por el individuo y por la comunidad según los principios de responsabilidad y uso, respetando al mismo tiempo la ética y la democracia. La gobernanza del suministro del agua debe establecerse según los principios de desarrollo sustentable. Deben usarse la ciencia y la tecnología para reunir los requisitos de las comunidades a la vez en los campos del suministro de agua potable y los medios sanitarios. Toda la gobernanza del suministro del agua debe promover la educación en relación con el agua, y hace al público general para hacerlo más consciente de la necesidad del ahorro del agua y la conservación del recurso."

### Capa de Ozono
El seguimiento observacional de la capa de ozono, llevado a cabo en los últimos años, ha llegado a la conclusión de que dicha capa puede considerarse seriamente amenazada. Este es el motivo principal por el que se reunió la Asamblea General de las Naciones Unidas el 16 de septiembre de 1987, firmando el Protocolo de Montreal.
El enrarecimiento grave de la capa de ozono provocará el aumento de los casos de melanomas (cáncer) de piel, de cataratas oculares, supresión del sistema inmunitario en humanos y en otras especies. También afectará a los cultivos sensibles a la radiación ultravioleta. Para preservar la capa de ozono hay que disminuir a cero el uso de compuestos químicos como los clorofluorocarbonos (refrigerantes industriales, propelentes), y fungicidas de suelo (como el bromuro de metilo) que destruyen la capa de ozono a un ritmo 50 veces superior a los CFC.

### Riesgo nuclear
El Riesgo Nuclear comenzó a surtir efecto con la rápida aparición de reactores nucleares para generar energía eléctrica y su relación con la posibilidad de contaminación ambiental por medio de las bombas atómicas (las cuales funcionan como el reactor de una central nuclear, creando la reacción en cadena pero sin controlarla ni detenerla). Sea cual sea el origen de la contaminación del ambiente, esta produce graves daños a la sociedad y a dicho ambiente el cual queda inhabilitado por extenso tiempo debido a las malformación y enfermedades congénitas que produce contaminación en las personas, animales, plantas, agua, tierra, etc. La liberación de radiación asociada a un desastre nuclear posee significativos riesgos agudos y crónicos en el entorno inmediato y riesgos crónicos sobre una amplia área geográfica. La contaminación radioactiva, que se contrae típicamente por vía aérea, es de larga vida, con una contaminación promedio garantizada en cientos de años.
La mejor alternativa evidente para reducir el riesgo nuclear es la substitución del uso de la energía nuclear por energías renovables no contaminantes (solar, eólica, hidráulica, mareomotriz, etc.)

### Principio de precaución y organismos transgénicos
El principio de precaución es un concepto que respalda la adopción de medidas protectoras cuando no existe certeza científica de las consecuencias para el ambiente de una acción determinada. Es necesario tenerlo en cuenta como principio general en la adopción de medidas ambientales especialmente a gran escala, así como también frente a la producción de Organismos genéticamente modificados sobre todo en el caso de la alimentación.
Los efectos negativos conocidos de los OGM son de tipo físico y también social:
- Resistencia a los antibióticos
- Mayor nivel de residuos tóxicos en los alimentos
- Posibilidad de generación de nuevas alergias
- Dependencia de la técnica empleada
- Contaminación de variedades tradicionales
- Muerte de insectos (no objeto de la modificación)
- Impacto ecológico de los cultivos
- Obligatoriedad del consumo (falta de información previa al consumo de efectos negativos desconocidos sitúan a los OGM en el marco de la ciencia post-normal. El principio de precaución aplicado a los OGM en este contexto establece que "debe existir una 'comunidad extendida de iguales compuesta por todos aquellos afectados por un tema científico en concreto, que estén preparados para entrar en un diálogo sobre él. Sus miembros aportan sus 'hechos extendidos', que incluirán conocimiento local y materiales que no estaban originariamente destinados a su publicación, tales como información oficial filtrada"[23] santiago es lo peor

## Reglamentación

### Convenciones
Las principales convenciones, también llamadas convenciones de Río, son las siguientes:
La Convención sobre la Biodiversidad Biológica (CBD) (1992-93). tiene por objetivos preservar la biodiversidad, es decir la salvaguarda de los recursos genéticos, de los ecosistemas y de las especies; el uso sostenible de sus elementos y el reparto justo y equitativo de los beneficios sobre todo mediante un acceso satisfactorio a los recursos genéticos y una transferencia tecnológica y financiera apropiada. Entre los acuerdos relacionados con esta convención se incluye el Protocolo de Cartagena sobre seguridad de la biotecnología
La Convención marco de Naciones Unidas sobre los Cambios Climáticos (CMNUCC) (1992-94). Tiene por objetivo estabilizar las concentraciones de gas de efecto invernadero en la atmósfera, a un nivel que impida cualquier perturbación antrópica peligrosa del clima, y llegar a ese nivel en un intervalo de tiempo suficiente para que los ecosistemas puedan adaptarse naturalmente a los cambios climáticos, sin amenazar la producción alimentaria y permitiendo la continuación de un desarrollo económico sostenible. Incluye el Protocolo de Kioto.
La Convención de Naciones Unidas sobre el combate contra la desertificación (CNUCD) (1994-96). pretende combatir la desertificación y mitigar los efectos de la sequía y de la desertificación en los países gravemente afectados por éstas, especialmente en África, mediante medidas que sean eficaces a todos los niveles.
Otras convenciones:
- La Convención de Ramsar sobre las zonas húmedas de importancia internacional (1971-75)
- La Convención del Patrimonio Mundial de la UNESCO (1972-1975)
- La Convención sobre el comercio internacional de especies de fauna y flora salvajes amenazadas de extinción (CITES) (1973/1975)
- La Convención de Bonn sobre la conservación de las especies migratorias (1979/1983)
- La Convenio sobre la protección y utilización de los cursos de agua transfronterizos y de los lagos internacionales (ECE, Convención del Agua) (1992/1996)
- La Convención de Basilea sobre el control de movimientos transfronterizos de residuos peligrosos y su eliminación (1989/1992)
- La Convención de Róterdam sobre el procedimiento de consentimiento previo en conocimiento de causa aplicable a ciertos productos químicos y pesticidas peligrosos que participan del comercio internacional
- La Convención de Estocolmo sobre los contaminantes orgánicos persistentes (COP) (2001/2004)

Las convenciones de Río se caracterizan por los aspectos fundamentales siguientes:
- Valor de cumplimiento obligatorio para los Estados firmantes.
- Dedicación a un sector determinado de la gobernanza ambiental mundial (biodiversidad, clima, desertificación...)
- Con el punto de mira puesto en la lucha contra la pobreza y el desarrollo de condiciones de existencia sostenibles.
- Financiación a través del Fondo para el Ambiente Mundial (FMAM), para estimular la aplicación de las convenciones en los países con poca capacidad financiera.
- Inclusión de un programa de evaluación del estado de los ecosistemas

Las convenciones ambientales son regularmente objeto de críticas:
- Rigidez y verticalidad - Son demasiado descriptivas, homogéneas y con un enfoque de arriba abajo, lo cual no refleja la diversidad y la complejidad de los temas ambientales. Los países firmantes sufren muchas dificultades para concretar los objetivos de las convenciones e integrarlos coherentemente en todos los sectores y escalas. Jamás se discute el armamentismo.

- Estructuras paralelas y concurrencia - La formulación sectorial de las convenciones ha dado lugar a estructuras y procedimientos paralelos entre los países, y también entre los organismos de desarrollo, que compiten entre ellos por fondos e influencia. La cooperación entre los ministerios de un Estado, necesaria y urgente, permanece bloqueada.

- Contradicciones e incompatibilidad - la proximidad temática de las convenciones les causa perjuicio mutuo. Ejemplo: las reforestaciones llevadas a cabo para reducir el CO2 pueden perjudicar la biodiversidad si favorecen los monocultivos exóticos (mientras que la regeneración natural puede reforzar la biodiversidad y las condiciones de existencia. Hace falta pues a la hora de gestionar, tener en cuenta los objetivos de las diferentes convenciones y compararlos regularmente, una tarea difícil, especialmente para los países pobres con tensiones entre necesidades económicas urgentes y conservación ecológica a largo plazo.[7]

"En diferentes sentidos, la legislación ambiental internacional actual no conduce al desarrollo de resoluciones colectivas de problemas ambientales ni de desarrollo sustentable, que sean coordenadas o sinérgicas. Los acuerdos internacionales concretos se negocian a menudo mediante regímenes "específicos" producidos en relativo aislamiento. Cada acuerdo es tratado, más o menos, mediante la descomposición artificial de las complejidades causales que lo componen en pos de una "gestionabilidad" práctica. Los acuerdos los negocian ministerios especializados o organizaciones funcionales dentro de foros que se desprenden de los espacios de negociación de otros acuerdos internacionales.
El proceso de construcción de los tratados es, también, excesivamente largo. Ha sido preciso una década para avanza desde la etapa de construcción de agendas, mediante un acuerdo marco, a la negociación del primer protocolo operativo para la acción colectiva. Incluso después del acuerdo de protocolo, la ratificación de éste depende de hasta que punto los gobiernos son capaces de crear consenso a escala estatal, o se echan atrás y hacen reaparecer la cuestión de la incerteza científica por razones políticas, lo cual hace retrogradar el proceso y consumir más tiempo para completarlo.
Hasta la fecha la formulación de políticas ambientales a escala internacional ha estado fragmentada por tema, sector o territorio. El resultado es la negociación de tratados que se sobreponen o entran en conflicto entre ellos. Esto genera complicaciones innecesarias a escala estatal pues los firmantes tratan de cumplir sus obligaciones relativas a múltiples acuerdos. A escala internacional, existen algunos intentos de coordinación entre instituciones ambientales como el Comité de Coordinación Inter-Agencias y la Comisión para el Desarrollo Sustentable, pero estas instituciones son demasiados débiles para integrar de forma eficiente las tres dimensiones del desarrollo sustentable".

### Los Acuerdos Ambientales Multilaterales (AAM)
Se trata de acuerdos entre varios países que se desarrollan a nivel internacional o regional, y conciernen los más diversos temas ambientales en torno a la atmósfera, la materia viva, la vida marina, la desertificación, la protección de ecosistemas, el vertido de sustancias peligrosas, la contaminación marina y otros. La mayoría de reconoce que la mejor vía para lograr la regulación ambiental es a través de acuerdos multilaterales más que a través de muchos acuerdos bilaterales. Para ese fin, en 1992 en la Comisión Mundial sobre el Medio Ambiente y Desarrollo (WCDE), los participantes de la conferencia avalaron lo que en la actualidad de conoce como Acuerdos Ambientales Multilaterales (AAM). Esos acuerdos son compromisos asumidos entre varias o muchas naciones soberanas que buscan hacer frente a los efectos y consecuencias de la degradación ambiental mundial y regional. Los AAM abordan problemas ambientales con efectos transfronterizos, cuestiones ambientales tradicionalmente nacionales que provocan preocupación extrajurisdiccionales y riesgos ambientales para los habitantes de la comunidad global. En los acuerdos internacionales para proteger la salud de los seres humanos y el medio ambiente se ha aplicado mediad comerciales de diversas formas desde la década de 1870.
Según la OMC, de un total de más de 22 AAM existentes, solo veintidós se refieren al comercio. De los AAM relacionados con comercio, 13 son acuerdos mundiales y 9 regionales. Es necesario resaltar que algunos AAM incluyen más partes contratantes que las incluidas en la OMC. Por ejemplo, la Convención sobre el Comercio Internacional de Especies Amenazadas de Fauna y Flora Silvestres (CITES por sus siglas en inglés) tiene 152 partes contratantes, el Protocolo de Montreal, 175, el Convenio de Brasilia, 147, el Convenio sobre la Diversidad Biológica (CDB), 168, y la Convención Marco de la Naciones Unidas sobre el Cambio Climático (CMNUCC), 176, en comparación con las 141 naciones que son partes contratantes de la OMC. Además, se han negociado otros cuantos AAM que repercutirán en el comercio cuando se entren en vigor. Cada acuerdo tiene una misión y unos objetivos específicos que un número variable de estados ratifican. Los AAM representan el derecho internacional ambiental.
Dado que los AAM y los acuerdos comerciales de la OMC abordan muchos temas y preocupaciones similares desde perspectivas diferentes, es necesario buscar alguna forma de mitigar las ocasionales diferencias entre ellos para futuras regulaciones ambientales, se ha citado el problema de los puntos de contacto entre los AAM y la OMC como una cuestión clave de negociación.
Ningún miembro de la OMC ha impugnado las medidas adoptadas por ningún otro miembro de la organización en cumplimiento de un AAM pero está claro que existen conflictos potenciales.
"El PNUMA, los AAM y las organizaciones de desarrollo siguen adoptando la estructura definida por las Cumbres de Río y Johannesburgo para la gobernanza ambiental, que consiste en la elaboración de evaluaciones y políticas y en la ejecución de proyectos a nivel nacional.
La estructura de gobernanza consta de una cadena de fases:
- a)	evaluación de la situación ambiental;
- b)	elaboración de políticas a nivel internacional;
- c)	formulación de acuerdos multilaterales sobre el ambiente;
- d)	aplicación de las políticas;
- e)	evaluación de las políticas;
- f)	medidas coercitivas; y
- g)	desarrollo sostenible.

Tradicionalmente, el PNUMA ha prestado especial atención a la función normativa de participación en las tres primeras fases. Las fases d) a f) son objeto de los AAM, mientras que en la fase relativa al desarrollo sostenible participan organizaciones de desarrollo como el PNUMA y el Banco Mundial".
Pero la descoordinación entre los diferentes tipos de actores con diferentes intereses afecta el desarrollo de una gobernanza coherente. Así, según el mismo informe, los estados donantes apoyan a las organizaciones de desarrollo en función de intereses particulares de unos y otros respecto la creación de normas o, sobre todo, su implementación, pero sin seguir ningún esquema común, dando lugar a numerosos solapamientos y duplicación de trabajo. Por un lado los AAM son poco tenidos en cuenta como marcos de referencia común, y en consecuencia reciben poco apoyo financiero, por otro lado los estados y organismos se interesan más en financiar la implementación de las normativas existentes en lugar de perfeccionar éstas y adaptarlas a una situación de amenaza cambiante sobre el medio ambiente. Finalmente no existe una vinculación adecuada entre las actividades normativas y las de naturaleza operacional.

## Historia
Sin situarse en el origen de la historia de la preocupación ecológica, la experiencia traumatizante del peligro de la tecnología nuclear y de su capacidad de destrucción, generó, desde los primeros años de utilización de esta energía, una toma de consciencia global. Una nube radioactiva, así como una marea negra, no conocen fronteras territoriales. El Tratado de prohibición de experimentos nucleares en la atmósfera, de 1963, puede considerarse así el inicio de la mundialización de la problemática ambiental, si bien no es hasta la Conferencia de Estocolmo (1972) que se inicia la modernidad del derecho ambiental y de su coordinación, apoyado en 1980 por la convención de Viena sobre los tratados.
Una nueva dinámica de leyes ambientales se desarrolla en los años 1970-80, con el descubrimiento del agujero en la capa de ozono causado por la contaminación atmosférica de compuestos clorofluorocarbonados (CFC) como del desinfectante de almácigos bromuro de metilo. En 1985 se firma y ratifica la Convención de Viena para la protección de la capa de ozono. En 1987, 24 países firman el Protocolo de Montreal que impone la supresión progresiva de los CFC..
El informe Burndtland publicado en 1987 por la Comisión sobre el Ambiente y Desarrollo de la ONU, pide un desarrollo económico que "responda a las necesidades del presente sin comprometer la capacidad de las generaciones futuras de responder a los suyos". Se introducen así dos conceptos nuevos, el de las necesidades (especialmente las necesidades de los más desfavorecidos) a las que se debe dar prioridad, y el de las limitaciones técnicas en respeto del desarrollo de las generaciones futuras. Pero más allá de las declaraciones la contradicción permanece sobre el modelo de desarrollo propuesto, que consiste todavía en más tecnología para solucionar los problemas creados por el exceso de tecnología. Así, si el desarrollo se financia mediante la deuda, y por inversores extranjeros que amenazan con deslocalizar, ¿cómo puede ser sostenible? En efecto, cabe preguntarse si la creación de fondos globales como el FMAM puede servir de apoyo al desarrollo sostenible solamente porque implica una transferencia de riquezas del Norte hacia el Sur.
Conferencia de Río (1992) y réplicas
La Conferencia de las Naciones Unidas sobre Ambiente y Desarrollo (CNUCED), más conocida como Cumbre de la Tierra o Rio-92, fue la primera reunión internacional de peso desde el fin de la Guerra Fría y contó con la presencia de delegaciones de 175 países. Desde entonces, las mayores conferencias internacionales, que se celebran aproximadamente cada década, guían el proceso de gobernanza mundial, y con una serie de Acuerdos Ambientales Multilaterales (AAM) establecen la base de la regulación ambiental internacional. Los tratados ambientales se aplican con la ayuda de unas pequeñas organizaciones llamadas secretarías.
Más allá de la acción de las instituciones internacionales, a lo largo de los años noventa, algunos gobiernos han procedido a reforzar muchos tratados internacionales para así frenar algunas amenazas ambientales mundiales. Estos tratados son mucho más limitadores que las actividades de cooperación y además pretenden cambiar los modelos de producción y de consumo no sustentables
Programa 21
El Programa 21 (también llamado Agenda 21) es un plan detallado de acciones que deben ser acometidas a nivel mundial, nacional y local por entidades de la ONU, los gobiernos de sus Estados miembros y por grupos principales particulares en todas las áreas en las cuales ocurren impactos humanos sobre el ambiente. La Agenda 21 es un enunciado que estructura la aplicación de las Convenciones de Río en el marco del desarrollo sustentable. Introduce así desarrollo sustentable como un principio jurídico en la arquitectura del derecho internacional ambiental, para integrarlo en la estructura del comercio internacional y de la economía del desarrollo. Se trata de estructurar la cooperación internacional mediante la integración de los costes ambientales a los proyectos de desarrollo así como el modo de gestión de los proyectos de conservación y su financiación.
La agenda ha sido criticada como una reconversión de los principios neoliberales para apropiarse del discurso de la sociedad civil. Así, por ejemplo el capítulo segundo, llamado "cooperación internacional con el objetivo de acelerar un desarrollo sustentable en los países en vías de desarrollo y políticas nacionales conexas" propone el liberalismo como solución a la crisis ambiental. Por ejemplo, se pueden citar un párrafo bastante revelador:
2.3. "La economía internacional debe crear un clima internacional propicio a la realización de los objetivos en materia de ambiente y desarrollo: promoviendo el desarrollo sustentable mediante la liberalización del comercio
A escala local, las Agendas 21 Locales desarrollan un Plan Estratégico territorial basado en la integración, con criterios sostenibles, de las políticas ambientales, económicas y sociales del territorio concernido, y que surge de la participación y toma de decisiones consensuadas entre los representantes políticos, técnicos y ciudadanos

## Actores

### Instituciones internacionales

#### Programa de las Naciones Unidas para el Medio Ambiente (PNUMA)
El PNUMA, éxito mayor de la Conferencia de Estocolmo (1972), es un actor fundamental de la promoción de la sustentabilidad a escala planetaria. Este programa de Naciones Unidas, con sede en Nairobi, fue fundado con la intención de liderar la gobernanza medioambiental mundial, gracias a su rol catalizador entre las agencias medioambientales de las Naciones Unidas. El programa colabora regularmente con estas agencias, con el Banco Mundial y otras instituciones internacionales, con las ONG, el sector privado y la sociedad civil, con el objetivo de promover el desarrollo sustentable.
En palabras de Ivanova, El PNUMA tiene el mandato claro de institución de referencia para la gestión mundial del medioambiente, pero su éxito ha sido solamente parcial. Ha sido efectiva en dos áreas clave: Monitoreo y consejo, e impulso de acuerdos medioambientales. Ha ayudado también a fortalecer la capacidad institucional de los ministerios de medio ambiente de todo el mundo.
Como ejemplo, sólo en el campo del consumo sustentable, el PNUMA lanzó en 2002 la iniciativa del ciclo de vida que ha permitido reunir en una misma mesa a líderes de la industria, universitarios y responsables políticos para animar la aplicación y la divulgación de herramientas para la evaluación del impacto ambiental de los productos a lo largo de su vida útil. El programa trata que todas estas instituciones colaboren en pro de la integración de las cuestiones medioambientales en los procedimientos de provisión y oferta de bienes y servicios. El PNUMA colabora especialmente con las industrias de la moda, de la publicidad, las finanzas y la venta al por menor, que son agentes de gran importancia para la promoción del consumo sostenible.
Sin embargo, el PNUMA no ha conseguido desarrollar procesos de gestión política de forma coherente y coordinada. No ha conseguido tampoco identificar y promover las mejores prácticas y no se ha convertido en la referencia institucional de numerosas convenciones medioambientales internacionales. Esta falta de solidez ha contribuido a perpetuar una gobernanza medioambiental internacional progresivamente compleja y fragmentada.
Según Ivanova, si por un lado el PNUMA ofrece ventajas comparativas en los campos de monitoreo ambiental, evaluación científica e intercambio de información, que deberían potenciarse plenamente, por otro lado no puede aspirar a liderar todos los procesos de gestión ambiental debido a la proliferación de instituciones internacionales y ONG medioambientales que ya intervienen, en un terreno cada vez más complejo y extenso. En lugar de eso, debe ser capaz de servir de espacio de intercambio de información y foro de debate político en el que las diferentes agencias y redes puedan negociar e intercambiar experiencias, y con ello facilitar la implementación de los acuerdos.
Otros autores apuntan otros problemas como la enorme fragmentación interna de la entidad, su presupuesto pequeño e inestable (dependiente de donaciones) que, juntamente con su ubicación en un país del Sur, han hecho del PNUMA una institución poco creíble y con peso político insuficiente, de cara a otros organismos con más recursos que no aceptan verse coordinados por este programa, a pesar de la necesidad de la existencia de un agente coordinador de la gobernanza medioambiental mundial y a pesar de toda la labor que esta institución ha hecho en pos del desarrollo de la protección medioambiental especialmente en los países en vías de desarrollo.
Ivanova propone, para reformar el PNUMA, las siguientes tareas :
- Iniciar una revisión estratégica independiente sobre su propia misión.
- Consolidar el proceso de información y transparencia financiera
- Restructurar la gobernanza organizativa, creando un consejo ejecutivo operativo que equilibre la omnipresencia del demasiado amplio y poco operativo Consejo de Gobierno - Foro Mundial de Ministros del Medio Ambiente (CG-FMMMA)

Otras propuestas apuntan hacia la dotación de un nuevo mandato para el PNUMA. Este mandato "debe producir mayor coherencia entre las agencias sociales y medioambientales, haciendo del concepto "medioambiente para el desarrollo" una realidad. Debe actuar como una plataforma tanto para el establecimiento de estándares y para otros tipos de interacción con organismos nacionales, internacionales y de Naciones Unidas. Los principios de cooperación y de Responsabilidades comunes y diferenciadas (enlace roto disponible en Internet Archive; véase el historial, la primera versión y la última)., deben quedar reflejados en la aplicación de este mandato revisado".
Un cierto número de principios deben ser adoptados para reforzar el PNUMA, a saber:
- producir un consenso social ampliar en torno a una visión a largo plazo para el PNUMA
- producir análisis sobre la situación presente y los escenarios futuros del PNUMA
- una planificación integrada que incluya todas las dimensiones del desarrollo sustentable
- construir a partir de las estrategias y procesos existentes
- aumentar los enlaces entre las estrategias a escala nacional y local
- integración de todo ello en la planificación financiera y presupuestaria
- monitoreo rápido para orientar mejor los procesos e identificar los progresos llevados a cabo.
- Mecanismos de participación efectivos.[31]

"Durante el proceso de refuerzo del PNUMA se deben considerar las necesidades específicas de los países en vías de desarrollo y respetar el principio fundamental de "responsabilidades comunes pero diferenciadas". Los países desarrolladas deben promover la transferencia de tecnologías, recursos financieros nuevos y adicionales, y capacitación para una participación significativa de los países en vías de desarrollo en la gobernanza medioambiental internacional." El mismo trabajo apunta la necesidad de involucrar a la sociedad civil como "un importante actor y agente de transformación".

#### Fondo Mundial para el Medio Ambiente (FMAM)
Creado en 1991, el Fondo Mundial para el Medio Ambiente es una organización financiera independiente lanzada por iniciativa de los gobiernos donantes, como Alemania y Francia. Se trata de la primera organización financiera plenamente dedicada al medioambiente a escala mundial. Cuenta con 179 Estados miembros. Sus donaciones se dirigen a proyectos que cubren los temas de biodiversidad, cambio climático, aguas internacionales, destrucción de la capa de ozono, degradación del suelo y Contaminantes orgánicos persistentes.
El FMAM mantiene una estructura institucional que deriva del Programa de Naciones Unidas para el Desarrollo (PNUD), el Programa de Naciones Unidas para el Medio Ambiente (PNUMA) y el Banco Mundial. Actualmente el FMAM es el mecanismo de apoyo financiero de cuatro convenciones ambientales: la Convención Marco de Naciones Unidas sobre el Cambio Climático, la Convención sobre la Diversidad Biológica, la Convención sobre los Contaminantes Orgánicos Persistentes, y la Convención de Naciones Unidas para el Combate de la Desertificación. El FMAM está financiado por los países que se han comprometido a ayudar a otros países menos desarrollados bajo estas convenciones. Así canaliza estos fondos hacia proyectos a elegir que son diseñados y ejecutados por el PNUD, el PNUMA y el Banco Mundial. Pero si el PNUMA y el PNUD tienen el mandato de la coordinación y la gestión de los proyectos, el Banco Mundial es el gestor principal del fondo.
El presupuesto anual de 561,10 millones $ USA, muy superior al del PNUMA (85 millones $ USA) no le permite sin embargo atender a todas las demandas de gestión medioambiental de los países en vías de desarrollo.
El FMAM ha sido criticado por haber estado tradicionalmente ligada a los intereses del banco mundial, al menos en su primera etapa en los años 1990 y por haber privilegiado algunos acuerdos multilaterales relativos a determinadas áreas en detrimento de otras. Otros consideran que es una pieza clave del capitalismo actual, de importancia igual a las Políticas de Ajuste Estructural de los años 1980 y 1990, y que propicia la emergencia de un "mercado verde" a escala mundial. Se trata de "una adaptación (del Banco Mundial) a este orden mundial emergente, como respuesta al surgimiento de movimientos ambientales que devienen una fuerza geopolítica". Así, según Zoé, se trataba, por parte de los gobiernos europeos y norteamericanos, de ofrecer una faz verde al sistema internacional de ayuda al desarrollo. Las discusiones sobre la conservación del medio ambiente estaban marcadas por las demandas de los países en desarrollo en favor de una transferencia financiera que les ayudara a conservar su medio ambiente. Era necesario crear un organismo que respondiera a esas demandas, para que los países del sur firmaran las tres grandes convenciones de la cumbre de Río. La mayoría de aquellos aceptaron la creación del FMAM a condición de que fuera independiente del Banco Mundial y tuviera como prioridad el desarrollo sustentable.
Pese a la profusión y la complejidad política de los debates en el Fondo, su administración está sometida a criterios económicos de rentabilidad medida en costes y beneficios, tal como es el caso también de todas las convenciones. Por otro lado, ha recibido más fondos en sus 3 primeros años de existencia que el PNUMA después de su creación en 1972. Para acabar, la ayuda versada por el FMAM no representa más de 1% de la ayuda al desarrollo entre 1992 y 2002 y el gasto anual que representa es comparable al gasto diario militar norteamericano.

#### Comisión de las Naciones Unidas sobre Desarrollo Sostenible (CNUDS)
Se trata de una institución intergubernamental que se reúne bianualmente para evaluar los esfuerzos acordados en la Cumbre de Río. Compuesta de 53 Estados miembros electos cada 3 años, la CNUDS fue reformada en 2004 para permitir una mejor implementación de la [Agenda 21]. Desde entonces se reúne bianualmente, dedicando cada período de dos años a un tema particular. Así, el período 2004-05 fue dedicado a la temática del agua, y el periodo 2006-07 al cambio climático. La CNUDS ha sido criticada por su impacto insignificante en las políticas medioambientales estatales y en la implementación en general, y concretamente a escala estatal, de la agenda 21, según un informe del WRI. Por otro lado su misión orientada hacia la consecución de la acción y la implementación de los acuerdos le ha obligado a participar en la negociación y planificación de estos, por lo que suele entrar en conflicto con instituciones como el PNUMA y la OCDE.

#### Las secretarías
El carácter fundamental de las diferentes convenciones y acuerdos multilaterales como pilares de la normativa medioambiental mundial emergente, convierte a las secretarías de cada uno de ellos, según afirman Bauer, Busch y Siebenhüner en actores con una influencia mayor de la atención que se les suele prestar, más allá de cierta investigación especializada. Esta influencia es sin embargo variable según de la secretaría que se trate, en función de factores como una mayor o menor eficiencia burocrática y de liderato, así como de su postura, que puede ser más "tecnocrática" o cercana a un cumplimiento estricto de las demandas de todos los países o más "implicada" (advocacy approach) en favor de determinados países afectados aunque eso implique ir en contra de países desarrollados más poderosos. Es el caso, concretamente, de la Secretaría de la Convención para el Combate de la Desertificación (UNCCD).
Por otro lado, uno de los aspectos organizativos más criticados, especialmente desde el interior del propio sistema de Naciones Unidas, por la descoordinación y cacofonía que genera es la multiplicación de secretarías, una por cada AMUMA, si se tiene en cuenta la proliferación creciente de estos acuerdos (45 de alcance mundial y más de 500 en general)

#### Organización Mundial del Medio Ambiente (OMMA)
La creciente mundialización de las amenazas medioambientales ha llevado a muchos actores, algunos estados inclusive, a defender la propuesta de creación de una Organización medioambiental mundial en el marco de Naciones Unidas, con capacidad de adaptar tratados y hacer entrar en vigor normas internacionales. El PNUMA ha sido visto a veces como el embrión de esta futura organización. Se puede encontrar más información en el apartado de propuestas

#### Banco Mundial
El Banco Mundial influye en la gobernanza medioambiental mediante otros actores, especialmente el FMAM. El BM no tiene un mandato demasiado definido sobre la gestión medioambiental a pesar de haber incorporado esta temática en su misión. Y sin embargo, dedica 5-10 % de sus fondos anuales a proyectos medioambientales. La vocación capitalista de esta institución hace que su inversión se concentre sólo en áreas que pueden resultar provechosas en términos de coste-beneficio, como la lucha contra el cambio climático y la capa de ozono, mientras desatiende otras como la adaptación al cambio climático y la desertificación. Su autonomía financiera permite hacer sentir su influencia también indirectamente en la producción normativa, en las negociaciones internacionales y a escala regional.
Después de haber sido enormemente criticado en los años 1980 por su apoyo a proyectos depredadores que, entre otros efectos, producían la deforestación de los bosques tropicales, el BM constituyó en los años 1990 su propio conjunto de estándares en materia medioambiental que iban a servirle para corregir aquellas acciones. Estos estándares difieren de los del PNUMA, que se supone que son la referencia a seguir, desacreditando así a esta institución y creando una nueva fuente de descoordinación y conflicto en torno a la gobernanza medioambiental. Otras instituciones financieras, bancos de desarrollo regionales, sector privado... han constituido también sus propios estándares. La crítica no está dirigida a los estándares del BM en sí mismos que pueden considerarse "robustos", según Najam., sino a su legitimidad y a su eficiencia real.

#### Organización Mundial del Comercio (OMC)
El mandato de la OMC no posee un principio específico sobre el medio ambiente. Todos los problemas que tienen relación con el medioambiente, son tratados dando prioridad a las necesidades comerciales y los principios del sistema comercial de la propia OMC. Esto lleva lugar a situaciones conflictivas. Así, aunque la OMC reconoce la existencia de los AMUMA, denuncia que unos 20 AMUMA han entrado en conflicto con las reglas comerciales de la OMC. De hecho, algunos AMUMA pueden permitir a un país prohibir o limitar el comercio de determinados productos si estos no responden a determinadas exigencias relacionadas con la protección del medio ambiente. En estas circunstancias, si la prohibición de un país hacia otro concierne dos países firmantes del mismo AAM, la diferencia se puede arreglar siguiendo los principios del propio acuerdo, mientras que en el caso de que el país afectado por la limitación de su comercio hacia otro, no sea firmante del acuerdo, la OMC reclama que el desacuerdo se arregle sus propios principios comerciales de la OMC, es decir, ignorando las consecuencias medioambientales.

#### Fondo Monetario Internacional (FMI)
El FMI defiende su misión de ayuda a los Estados para fomentar su crecimiento y desarrollo. Para conseguir esta meta del crecimiento, el FMI presiona a los estados respecto a varios objetivos: reducción del gasto público, aumento de las exportaciones y de la inversión extranjera. Pero cada uno de esos objetivos tiene efectos negativos en el medioambiente de los países concernidos. Por otro lado la reducción del gasto público implica la reducción del gasto dedicado a la política medioambiental de los estados, dedicada a financiar áreas protegidas, luchar contra la corrupción, desarrollar la buena gobernanza y producir proyectos medioambientales. En ese sentido, el medioambiente no es la prioridad del FMI, pero debido al enorme poder financiero de esta institución a escala mundial, los efectos, a menudo negativos, de su actuación, sobre la gobernanza medioambiental mundial, son considerables. Más importante es aún el hecho de que su filosofía de fomento del crecimiento promueve el modelo de desarrollo insostenible neoliberal dominante que es precisamente el causante de la crisis medioambiental y que por ello está siendo cada vez más cuestionado.
Otras instituciones internacionales que incluyen la gobernanza medioambiental como parte de su acción, entre muchas otras, son:
- El Programa de las Naciones Unidas para el Desarrollo (PNUD), para la promoción del desarrollo;
- La Organización Meteorológica Mundial (OMM) que trabaja sobre el clima y la atmósfera
- La Organización para la Alimentación y la Agricultura (FAO) para la protección de la agricultura, los bosques y la pesca.
- El Organismo Internacional de Energía Atómica (OIEA) para la seguridad nuclear.

En total son cerca de 30 agencias y programas de las Naciones Unidas que incluyen la gestión medioambiental como parte de su mandato, según Najam esta fragmentación da resultado a una falta de coordinación, a un intercambio suficiente de información, y a una dispersión de responsabilidades. Produce también una proliferación de iniciativas pero al mismo tiempo a una rivalidad entre ellas.

### Estados

#### La gobernanza medioambiental a escala estatal
El cumplimiento de las agendas medioambientales que los diferentes estados alrededor del mundo han empezado a desarrollar en los últimos años, viene acompañado de tímidos ejercicios de control mutuo y colectivo entre estados vecinos, es decir que la gobernanza medioambiental aparece como un espacio de acción idóneo para el desarrollo de mecanismos de cooperación entre estas dos escalas (estado y región internacional) a pesar de que los pasos más importantes están aun por darse en este sentido. Estos mecanismos son a menudo desarrollados por organismos regionales. La Unión Europea es un ejemplo de institucionalización avanzada de la gobernanza medioambiental común en cooperación con la escala de los estados, a partir de las diferentes instituciones y organismos dedicados al medio ambiente. Cabe destacar los siguientes campos fundamentales: la observación y producción de información, llevada a cabo por la Agencia Europea de Medio Ambiente (AEMA); la producción de normas y el control de su implementación por parte de los estados o de las instituciones locales.

#### La participación de los Estados en la gobernanza medioambiental mundial
La visión diferente y muchas veces contrapuesta entre los Estados es motivo de preocupación. Ello es así porque son los Estados, concretamente los países del Norte, quienes mueven los hilos de la financiación de las instituciones internacionales, pudiendo frenar o acelerar diferentes procesos. Un ejemplo significativo es el rechazo de Estados Unidos a ratificar los más importantes acuerdos medioambientales durante los últimos gobiernos (Clinton y George W. Bush) que ha producido tensiones con Europa y Japón, los cuales presionaban para su inclusión. Estas tensiones emplazan el problema de la gobernanza medioambiental mundial en su raíz pues estos países son los principales donadores de las instituciones internacionales y dominan su política. Así, el rechazo norteamericano ha producido consecuencias desastrosas en la credibilidad y en la implementación exitosa de estos. La legitimidad del sistema de gobernanza ideado por los países del Norte decrece ante los países del Sur a los que se les pide asumir sus responsabilidades al tiempo que asisten a una ausencia de cooperación y coordinación entre los países donadores. Con todo, la persistencia de las tensiones aumenta el riesgo de una reducción de la cooperación entre instituciones y de la suspensión de su financiación.
Es el caso de la Convención para la Diversidad Biológica o el Protocolo de Kioto entre otros, así como del PNUD. Sin embargo, el gobierno de Obama pretende dar un giro a la política medioambiental norteamericana y aunque no ha prometido firmar el protocolo, se espera, durante la próxima conferencia de las Naciones Unidas que tendrá lugar en Copenhague en diciembre de este año (2009), un signo positivo para que Estados Unidos reatrape el tren y participe en la definición del acuerdo post-Kyoto que será negociado.

### Corporaciones
La gobernanza medioambiental de las corporaciones sirve para describir la gestión que una compañía tiene de sus impactos, riesgos, actuación y oportunidades en el campo medioambiental. La gobernanza medioambiental implica tomar en cuenta los siguientes aspectos fundamentales en el desarrollo empresarial:
- Valores medioambientales (visión, misión, principios)
- Política medioambiental (estrategia, metas, objetivos)
- Perspectiva medioambiental (responsabilidad, dirección, formación, comunicación)
- Procesos medioambientales (sistemas de gestión, iniciativas, control interno, monitoreo y revisión, diálogo entre actores, transparencia, información y evaluación medioambientales).
- Actuación medioambiental (uso de indicadores fundamentales de actuación, benchmarking, ecoeficiencia, reputación, tolerancia, obligaciones, desarrollo económico)[42]

Algunos estudios como el de White y Klernan prueban la correlación entre una buena gobernanza medioambiental de las corporaciones y su rentabilidad financiera. Esta correlación es, según los autores, más elevada en los sectores donde el impacto medioambiental es más elevado, lo que es debido probablemente a una mayor sensibilidad de la opinión pública respecto a la orientación medioambiental de la corporación concernida. Por otro lado, no existe todavía entre los medios financieros una apreciación de la importancia de la gobernanza medioambiental en las corporaciones como un factor positivo para mejorar el rendimiento de estas.
Algunas acciones repertoriadas y combatidas mediante la gobernanza medioambiental, que tienen una relación directa con las actividades productivas y económicas, son: emisiones tóxicas, pérdida de biodiversidad, derrames y descargas, riesgo de emisiones, obligaciones históricas de las corporaciones, cambio climático.

### Actores no estatales
La cuestión de los actores participantes en la gobernanza medioambiental está directamente relacionada con la democratización de ésta. Así, por ejemplo, según Bäckstrand y Saward, existe un consenso sobre el hecho que "una mayor participación de actores no estatales en las decisiones medioambientales de carácter multilateral (concerniendo el establecimiento de agendas, eel lanzamiento de campañas, presión, consulta, monitoreo e implementación) refuerza la legitimidad democrática de la gobernanza medioambiental."
Sin embargo, hay ejemplos en los que frente al poder desplegado por las empresas para influir en el desarrollo de un territorio, por ejemplo el de las empresas mineras, solamente un activismo fuerte que parte de la escala local, puede ser exitoso para poner tras de sí al conjunto de la población y a las autoridades públicas. Es el caso de Cotacachi en Ecuador, donde un movimiento social ha combinado la educación popular en política ambiental, especialmente entre las mujeres, la acción directa, la influencia en las autoridades públicas locales y la denuncia de los planes de la industria minera en su propio país de origen, Canadá, con el apoyo de grupos ambientalistas internacionales.
Esta importancia de la multiplicidad de estrategias es señalada también por Fisher cuando se refiere a los actores de la sociedad civil que trabajan al mismo tiempo haciendo presión en el seno de las instituciones internacionales como parte de las delegaciones nacionales de ONG participantes, así como organizando protestas en el exterior de los encuentros de estas instituciones internacionales. En ese sentido el objetivo de los movimientos sociales es a veces constituirse en garantes de las propias leyes que los gobiernos de sus países respectivos están incumpliendo o malinterpretando.
Pero más allá de los resultados sin duda positivos de la acción de los movimientos sociales sobre la democratización de las sociedades de las que forman parte, cabe preguntarse ¿en qué medida pueden ser protagonistas de una transformación social sobre el territorio?, o dicho de otra forma, "¿hasta qué punto los movimientos sociales han contribuido a generar gobernanza ambiental a nivel territorial (nuevas instituciones, sistemas normativos, comportamientos, formas organizativas y modalidades de gestión)?". Según Bengoa "los movimientos sociales contribuyeron de manera decisiva para la creación de un ambiente institucional en el que la lucha contra la pobreza y la exclusión se vuelve una referencia de la cual no se puede escapar", pero a pesar de los logros en ese sentido "estos cambios institucionales no han dado paso a procesos de transformación que modifiquen sustantivamente las oportunidades de los habitantes rurales, especialmente los más pobres y los excluidos sociales." Entre las razones dadas a estos límites, se apuntan las siguientes:
- Polaridad entre fuerza cohesiva de la identidad y apertura a la diferencia para ampliar la fuerza de los movimientos.
- Capacidad de fortalecer la confianza entre los individuos para conseguir la cooperación ajena.
- La contradicción entre participación social e innovación: solo en algunos casos, más allá de la voluntad política, la participación desemboca en una transformación exitosa de la economía del territorio.
- Se logra a menudo producir bienes y servicios pero no se consigue evitar que éstos sean comercializados por medio de los circuitos convencionales ya existentes. Es decir que la crítica ideológica al "mercado" pocas veces es capaz de producir una capacidad específica de interferir ni, mucho menos, de organizar mercados.

Otra cuestión no menos importante que la capacidad de iniciativa de los movimientos sociales, es su capacidad de articulación, a escala local, en marcos de gobernanza en los que se organizan con actores institucionales. Cabe citar como ejemplo, en Ecuador, la experiencia innovadora de la formación de mancomunidades y comités de gestión en los que participan diferentes actores (ONG, comunidad, municipios, ministerio) para hacer exitoso desde el punto de vista social y medioambiental la gestión de un bosque protegido.

## Propuestas
La cuestión fundamental para el conjunto de la sociedad es cómo diseñar sistemas de gobernanza efectivos, estables y legítimos, a escala local, nacional e internacional, que garanticen la coevolución de la naturaleza y las sociedades humanas bajo el objetivo general de un modelo de desarrollo sustentable efectivo e integral, alternativo al modelo depredador actual.
El Instituto Internacional para el Desarrollo Sostenible propone un "programa de reforma" de la gobernanza medioambiental mundial. El principal argumento es que parece existir un consenso tácito, pero poderoso en cuanto a cuáles deberían ser los objetivos del sistema de gobernanza medioambiental a nivel internacional. Estos serían:
- un liderazgo de calidad;
- situar el conocimiento en la base de una política medioambiental sólida;
- una cohesión y una coordinación eficaces,
- una buena gestión de las instituciones que forman el sistema de gobernanza medioambiental y, finalmente,
- la difusión de las preocupaciones y las acciones medioambientales en otros ámbitos de la política y la acción internacional.[41]

### Coherencia y coordinación entre instrumentos y actores
El número de la revista Inforesources Focus dedicado a las Convenciones globales y (la) gobernabilidad ambiental, señala cuatro obstáculos fundamentales en la gobernabilidad medioambiental mundial, y a continuación algunas medidas para tratar estos obstáculos. Los obstáculos son :
- Estructuras paralelas y competencia, sin una estrategia coherente de observación e implementación que coordine los diferentes actores institucionales.
- Contradicciones e incompatibilidades, con ejemplos de convenciones que se contradicen y se causan perjuicio mutuo por causa de su proximidad temática, sin que se estén negociando soluciones de compensación cuando esto ocurre.
- Invasión de competencias con otros acuerdos de otras organizaciones con objetivos, reglas y procesos diferentes. El ejemplo más significativo es la OMC. Sin que exista una estrategia común coherente entre acuerdos comerciales, convenciones ambientales y programas de lucha contra la pobreza.
- El eslabón perdido entre la escala mundial y la local: hace falta inventar formas ágiles de combinación de las voces populares de la base con las directivas mundiales

Las medidas son:
- En sí mismo, los objetivos del milenio y las convenciones, cuya misión común a todos ellos es la gestión sostenible de la tierra y la reducción de la pobreza o la equidad de los beneficios.
- El enfoque por país para combinar las escalas mundial y local: desde hace un tiempo vuelve a considerarse a los estados como la escala fundamental intermedia, porque disponen de infraestructuras e instituciones, porque son actores principales de la cooperación internacional y firmantes de las convenciones.
- Coordinación y división del trabajo: hace falta un enfoque multilateral para poder apoyar mejor el trabajo de los países con pocos recursos financieros y organizativos, mediante una mejor coordinación entre países donadores e instituciones.
- Los actuales Documentos Estratégicos para la Reducción de la Pobreza ("'Poverty Reduction Strategy Papers'", PRSPs) deben ser un instrumento esencial de planificación para el desarrollo, pero deben ser mejorados incrementando la coordinación entre políticas sectoriales hasta ahora fragmentadas.
- Pasar de los conflictos por el solapamiento temático de competencias entre acuerdos, convenciones y planes, a los arreglos compensatorios, identificando y evaluando las posibilidades de acción entre estrategias sectoriales, teniendo en cuenta los imperativos sociales a corto plazo y medioambientales a largo plazo, y estableciendo un diálogo abierto entre los responsables gubernamentales, las personas concernidas y los expertos.

### Democratización de la gobernanza medioambiental mundial
Después del 2002, algunos autores, han visto en el proceso de la Cumbre Mundial para el Desarrollo Sostenible (Rio 1992, Johannesburgo 2002) un espacio de innovación democrática capaz de romper los esquemas del orden internacional como un orden interestatal y abrir la vía a una forma de "democracia de actores" o "democracia de las partes" (stakeholder democracy) en la gobernanza medioambiental mundial, en la cual se ha llevado a cabo un proceso deliberativo (no solamente participativo) con actores fundamentales tales como ONG, mujeres, pueblos indígenas, empresas y comerciantes que han tomado parte en procesos decisorios junto a los estados y las organizaciones internacionales. Así, antes, durante y después de cada una de las cumbres, se han sucedido foros, diálogos y acuerdos de partenariado, en paralelo a procesos formales de relación entre actores estatales y no estatales. El modo privilegiado de esta forma de gobernanza ha sido la negociación multilateral, que se caracteriza por:
- La importancia acordada a las consideraciones científicas y técnicas durante la negociación
- La participación oficial y oficiosa de una multitud de actores con competencias heterogéneas y hasta contradictorias
- La incerteza creciente que caracteriza a una parte de las cuestiones negociadas
- Una lectura nueva del derecho internacional y de los modelos de organización social a partir de nuevos conceptos y principios[52]

Sin embargo, como se ha dicho, una de las características básicas de este llamado nuevo "modelo" de democracia es la ausencia de reglas comunes respecto a la naturaleza de los actores y a su representatividad, y en consecuencia el desarrollo de relaciones no transparentes y favorables a los actores más poderosos. Así, algunas voces críticas señalan que la gobernanza medioambiental es un espacio más de lobbying falto de reglas democráticas en el que grupos de interés específicos pueden influenciar la probabilidad de llevar al poder el tipo de gobierno que puede beneficiar después, a nivel internacional, sus intereses de grupo. El establecimiento de estándares comunes, reglas precisas, definición de objetivos, campos de acción, reglas de conducta, sistemas organizativos eficaces... serían alternativas a estos espacios de concertación mal organizados y por ello poco eficientes.

### Reforma de las instituciones
A escala mundial cabe preguntarse cómo una acción colectiva en materia medioambiental es posible. Los AMUMA se vienen firmando y ratificando desde hace 30 años y su aplicación sigue siendo difícil. Por otro lado, los complejos problemas del medio ambiente, cada vez mayores e interrelacionados, requieren con urgencia respuestas coordinadas, incluso en sectores normativos que no son sólo el medio ambiente. En ese sentido, la urgencia y la magnitud de los problemas trasciende la capacidad de las instituciones existentes, y cabe cuestionarse sobre la creación de una organización internacional que centralice estas cuestiones, la [Organización Mundial para el Medio Ambiente (OMMA)]. Otra opción es reformar el Programa de Naciones Unidas para el Medio Ambiente (PNUMA) para desempeñar este protagonismo político mayor, con una estructura de funcionamiento mayor y un mandato operativo más evidente. En cualquier caso la continuación de los debates sobre la posible creación de una organización de las Naciones Unidas para el medio ambiente no debería restarle importancia a la necesidad actual de fortalecer al PNUMA. En tal sentido, debería ser importante dejar claro las funciones que debían cumplirse antes de ocuparse de la forma que adoptaría una institución de ese tipo.
Dos campos se oponen sobre estas cuestiones: La Unión Europea y, en particular Francia y Alemania, y algunas organizaciones no gubernamentales, están a favor de la creación de una OMMA, el Reino Unido, los Estados Unidos y la mayoría de los países en desarrollo prefieren centrarse en las iniciativas voluntarias. Los partidarios sostienen que una organización de ese tipo podría aportar una mejor conducción política, legitimidad y una coordinación más eficaz. Los críticos mantienen en primer lugar la idea de que la misión de las instituciones actuales cubre ya todas las necesidades de la gobernanza medioambiental, y que es la falta de coherencia y coordinación entre ellas, de una normativa y una distribución clara de responsabilidades, la que impide desarrollarla con eficiencia. Así, no se sabe si el volumen de financiación que recibiría la nueva institución sería superior al que tiene el PNUMA actualmente, o si esa nueva organización garantizaría la eficiencia.
Existe una reflexión avanzada en el seno de Naciones Unidas, así como diferentes procesos de conversaciones, llamados y declaraciones, sobre la necesidad de avanzar hacia un sistema de gobernanza medioambiental mundial coherente ponga solución a los obstáculos de fragilidad, coordinación y coherencia actuales. Este proceso se origina como resultado de la necesidad de desarrollar las medidas de Reforma de las Naciones Unidas aprobadas en el documento final de la Cumbre de 2005. A falta de un consenso sobre la creación de la OMMA, la reflexión avanza en el campo de hacer más eficaz el PNUMA y el conjunto de la gobernanza medioambiental. La resolución reconoce "la necesidad de desarrollar acciones más eficientes en el seno del sistema de las Naciones Unidas, con una mejor coordinación, una mejor orientación y consejo sobre las políticas a desarrollar, un aumento de la información, la valoración y la cooperación científicas, un mejor complacencia de los tratados, respetando al mismo tiempo su autonomía legal, y una mejor integración de las acciones ambientales en el marco más amplio del desarrollo sustentable."
Un informe revisado de este proceso apunta, entre otras, las siguientes propuestas:
- Llamado a mayor y mejor coordinación entre las agencias
- Reforzar el papel científico del PNUMA y hacerlo reconocer como una de sus funciones
- Identificar áreas entre los AMUMA para reforzar la coordinación, la cooperación y el trabajo en equipo entre las diferentes acuerdos.
- Aumentar la presencia regional.
- Implementar completamente el [Plan Estratégico de Bali] sobre la mejora de la capacitación y la dotación tecnológica para el cumplimiento de medidas medioambientales, de los países pobres
- Pedir para el PNUMA y los AMUMA su inclusión formal como observadores en todos los comités concernidos de la OMC.

Otros puntos que el PNUMA debería tratar de avanzar en un proceso de reforma importante, son:
- El refuerzo de su situación financiera
- Mejorar la eficiencia y la efectividad de las secretarías

Para acabar, uno de los principales informes orientados en esta dirección emite las siguientes recomendaciones, muchas de ellas iniciativas que deben ser tomadas por la Secretaría General o por La Asamblea General de las Naciones Unidas:
- Establecer una visión clara sobre la división del trabajo entre los organismos de desarrollo, el PNUMA y los AMUMA, en la que se indiquen sus respectivas esferas y clases de actividades de creación de capacidad normativa y operacional para la protección del medio ambiente y el desarrollo sostenible.
- Agregar una orientación de política de las Naciones Unidas a nivel de todo el sistema para la protección del medio ambiente y el desarrollo sostenible en el marco estratégico de las Naciones Unidas para el plan por programas bienal
- La Asamblea General debería asimismo tomar la decisión de autorizar al Consejo de Administración/Foro Ministerial Mundial sobre el Medio Ambiente del PNUMA a que adopte la Estrategia de mediano plazo del PNUMA como instrumento aplicable a todo el sistema y que forme parte integrante del marco estratégico de las Naciones Unidas.
- Proponer las modalidades que permitan a los Estados miembros formular y administrar más satisfactoriamente los AMUMA sin necesidad de crear una secretaría independiente para cada convención.
- El PNUMA debe recibir apoyo adecuado para activar su propio examen periódico de los informes de los AMUMA con el fin de examinar y evaluar, con carácter periódico, su aplicación y con miras a asegurar la coordinación y coherencia entre ellos.
- El Secretario General debería presentar a la Asamblea General directrices para el establecimiento de plataformas nacionales y, según proceda, regionales sobre políticas de protección ambiental y desarrollo sostenible capaces de integrar la aplicación de los AMUMA en los procesos de la Evaluación Común por Países (ECP) y del Marco de Asistencia de las Naciones Unidas para el Desarrollo (MANUD).[58]
- Alentar a los jefes ejecutivos de las organizaciones y los acuerdos AMUMA a que elaboren un marco de planificación común a nivel de todo el sistema para la gestión y coordinación de las actividades ambientales.
- El Secretario General debería proceder, en consulta con otros organismos, a un examen de la idoneidad y eficacia de la financiación de las actividades ambientales centrándose en el concepto de los costos incrementales.
- La Asamblea General debería retomar este examen y redefinir a continuación el concepto de financiación de los costos incrementales aplicable a los mecanismos financieros existentes.
- Promover o reconsiderar la delegación de atribuciones, la división de funciones y responsabilidades entre las entidades que proporcionan servicios administrativos, financieros y de gestión de los recursos humanos a las conferencias de las partes. Definir claramente el nivel y la clase de los servicios que deben de prestar las oficinas de las Naciones Unidas a las secretarías de los AMUMA.
- Proponer medidas encaminadas a mejorar la situación en materia de dotación de personal y de distribución geográfica del personal para las secretarías de los AMUMA
- Aumentar la transparencia en la utilización de los recursos para gastos de apoyo a programas sobre la base de los gastos efectivos y en la prestación de servicios a los AMUMA administrados por las Naciones Unidas y el PNUMA. Establecer un presupuesto común para los servicios de apoyo administrativo proporcionados a los AMUMA

### Educación para la acción ciudadana
Desde la perspectiva educacional el objetivo va más allá de la sola educación y concierne el desarrollo de formas de acción ciudadana. En este sentido, un informe de 2001 propone 6 pistas de acción a escala de personas y organizaciones, que conforman otro enfoque de la gobernanza, alternativo al de las instituciones, corporaciones y otros grandes actores:
- Reforzar la visión crítica de la ciudadanía para permitir un mayor control democrático de las orientaciones políticas.
- Desarrollar una perspectiva mundial y crítica en el conjunto de la educación.
- Suscitar el desarrollo de formaciones específicas de profesores y educadores dedicados a la aplicación de una educación para el ejercicio de la ciudadanía
- Formación de ciertos grupos socio-profesionales
- Concebir una educación medioambiental para el conjunto de la población
- Valorar las experiencias originales de la sociedad civil[59]

### Iniciativa ciudadana y transformación del modelo de desarrollo
Desde la perspectiva de la modificación de los modelos de desarrollo, las acciones individuales de la ciudadanía concienciada pueden orientarse hacia la modificación del consumo, en lo que se ha llamado la simplicidad voluntaria: cambios en los hábitos de compra; simplificar el estilo de vida (menos trabajo, menos consumo, más socialización y ocio constructivo, menos estrés). Pero las acciones individuales no deben substituir la vigilancia y la presión ciudadanas sobre la política
Las alternativas por un consumo responsable y una vida frugal se vienen desarrollando desde hace décadas y conciernen, en primer lugar, la consciencia del carácter político de los actos individuales concretamente la compra, según el principio de que una ética del consumo debe priorizar la satisfacción de las necesidades de base de toda la población. Estas constituyen el bienestar físico de los individuos y de la sociedad y conciernen una alimentación sana, acceso al agua potable y al alcantarillado, a la educación, a un sistema de salud y a la seguridad física. La actitud general incluye la necesidad de reducir el consumo, reutilizar y reciclar los materiales. En el caso de la alimentación se ha extendido, entre otros, la compra de productos orgánicos y biológicos, bajo el sello del comercio justo, de proximidad, o con el menor maltrato animal posible. Respecto al uso de transportes cabe citar las alternativas al transporte individual privado (transportes en común, coche compartido, bicicleta, etc. Respecto a la energía concierne el uso de energías alternativas, respecto a los desechos industriales, promover procesos de ecología industrial en un territorio, en que los desechos de una industria se convierten en materia prima de otra diferente, y existen numerosos ejemplos en otros campos de la vida cotidiana. A escala de los gobiernos, las medidas que se pueden tomar para favorecer la transición hacia una economía frugal son numerosas también sobre todo en el campo de las políticas impositivas y de subvenciones, de reglamentaciones sobre uso de productos químicos y contaminantes, de definición de estándares y etiquetaje de los productos, de promoción de productos orgánicos y de proximidad en los establecimientos públicos, etc.

### Políticas y regulaciones
Más allá de la iniciativa individual, hace falta promover políticas que garanticen una "sociedad del bienestar" en lugar de una "sociedad del desarrollo", en la que lo importante sea garantizar las condiciones que faciliten la felicidad personal y social y no el aumento y la posesión de bienes materiales que, como muchos estudios de psicología indican, no solucionan los problemas sociales y emocionales más allá de un límite inicial en el caso de las personas con pocos ingresos.
Las definiciones de esta noción de bienestar varían pero tienden a agruparse en torno a los temas siguientes:
- lo esencial para subsistir: alimentación, alojamiento y medios de subsistencia asegurados
- una buena salud a nivel personal y a nivel medioambiental
- unas buenas relaciones sociales que incluyan la experiencia de la cohesión social así como una red social sobre la que apoyarse.
- seguridad de la persona y de sus bienes
- libertad que incluye especialmente la capacidad de ejercer el potencial de desarrollo de cada cual.

Esta definición de bienestar se orienta hacia una buena calidad de vida en la que las actividades se desarrollen de forma deliberada y sin estrés. Una sociedad basada en esta forma de "bien vivir" privilegia la interacción con la familia, los amigos y los vecinos, una experiencia más directa de la naturaleza, mayor atención a la autorrealización y a la expresión creativa, y menor a la acumulación de bienes. Estas sociedades dan más valor a estilos de vida que eviten violentar la existencia de los individuos, sus congéneres, el mundo y la naturaleza que los rodean
Las políticas y reglamentaciones que determinen la gama de opciones disponibles, como las subvenciones que modifiquen los precios en favor de las energías alternativas, los textos urbanísticos que favorecen el uso de materiales reciclados en la construcción, son ejemplos de la necesidad de promover "infraestructuras del bienestar" actuando al mismo tiempo a nivel político, físico y cultural.
A otro nivel se trata también de eliminar las subvenciones perversas desde el punto de vista medioambiental (favorables a un crecimiento no sostenible), adoptar tasas de polución, y adoptar medidas en favor del tiempo disponible de los trabajadores para su desarrollo personal y familiar

### Reforzar las relaciones: entre los capítulos de la gobernanza medioambiental; con otros campos de la gobernanza mundial; entre escalas del territorio
Un programa de talleres nacionales sobre las sinergias entre las tres convenciones de Río fue lanzado a final del año 2000, en colaboración estrecha entre las secretarías de cada una de estas. Su objetivo era de reforzar la coordinación existente a escala local:
- intercambiando informaciones
- favoreciendo el diálogo político con el conjunto de donadores para obtener apoyo financiero suficiente para realizar los programas que integran los objetivos de las convenciones
- permitiendo a las secretarías de actualizar sus programas de trabajo común.[62]

Por otro lado, según Campbell "En el contexto de la mundialización, la cuestión de la relación de los temas ambientales con otros temas como los mecanismos de aplicación del comercio, la inversión y la resolución de conflictos, así como los incentivos económicos para participar y aplicar los acuerdos, parecen constituir una importante lección para el desarrollo efectivo de estructuras de gobernanza medioambiental". Los problemas medioambientales mundiales mantienen así una relación estrecha con el sistema económico mundial y con los diferentes modelos de desarrollo existentes. "Estos problemas llevan también los gérmenes de una nueva generación de conflictos internacionales que pueden afectar al mismo tiempo la estabilidad de las relaciones internacionales y la seguridad colectiva. De ahí la aparición del concepto de "seguridad colectiva".
Para acabar, como lo demuestran diez años de experiencia de la aplicación de la Agenda 21, la cuestión de trasladar las decisiones tomadas a escala local para su implementación a escala mundial, es tan importante como la forma en que las experiencias o "mejores prácticas" a escala local, a menudo fragmentadas, se adapten al diseño de un régimen global. Kanie apunta que las fuerzas emergentes de la gobernanza medioambiental (ONG, científicos, algunas instituciones internacionales, así como partenariados entre los diferentes actores) pueden contribuir a reducir la distancia que separa las escalas local e internacional. Sin embargo, queda pendiente el doble problema, político y técnico, de cómo llevar a término la articulación de las escalas. Político por la dificultad de aunar las voluntades necesarias entre los actores concernidos, técnico porque aún no existen experiencias en el campo medioambiental, de procesos de concertación entre múltiples actores, que al mismo tiempo articule las diferentes escalas del territorio.

### Páginas web
Foro Democrático Mundial (anteriormente denominado Foro para una Nueva Gobernanza Mundial)

### Libros
Common, Michael/ Stagl, Sigrid. Introducción a la Economía Ecológica Editorial Revertè, Barcelona: 2008